# Pingstkyrkan, Karlstad
Pingstkyrkan i Karlstad är en kyrka i centrala Karlstad som ligger precis vid resecentrum. Kyrkan tillhör samfundet Pingst Fria Församlingar i Samverkan. 
Församlingen grundades år 1909, och har dessutom grundat flera av Pingstförsamlingarna i Värmland. Församlingen har omkring 500 medlemmar. Pastor och föreståndare sedan 2010 är Sam Wohlin. 